# Birx
Birx ist eine Gemeinde im Landkreis Schmalkalden-Meiningen in Thüringen. Sie gehört der Verwaltungsgemeinschaft Hohe Rhön an, die ihren Verwaltungssitz in der Stadt Kaltennordheim hat. Nach ihr ist der Birxgraben benannt.

## Geografie
Birx liegt im äußersten südwestlichen Zipfel von Thüringen, nur einen Kilometer vom Dreiländereck Thüringen–Hessen–Bayern entfernt. Die Entfernung vom Ort zur ehemaligen innerdeutschen Grenze beträgt nur 0,2 km.
Der Ort liegt auf dem Südabfall des Hochplateaus zwischen den Erhebungen Dungberg (773 m) und Grabenberg (796 m). Nahe dem Ort entspringt in mehreren Quellen der Bach des Birxgrabens, eines rechten Zuflusses zur Ulster, in deren Einzugsgebiet sich der Ort befindet. Wenige hundert Meter östlich des Ortes befindet sich die Rhein-Weser-Hauptwasserscheide. Etwa 1,7 km südöstlich der Ortslage befindet sich das Schwarze Moor. Birx und alle seine umgebenen Ortschaften befinden sich im Biosphärenreservat Rhön.

### Nachbargemeinden
Im Nordosten liegt das Thüringer Dorf Frankenheim/Rhön, auf hessischer Seite liegen im Ulstertal u. a. die Ehrenberger Ortsteile Melperts, Seiferts und Thaiden, auf bayerischer Seite im Südosten die Stadt Fladungen mit ihren Ortsteilen.

## Geschichte
Birx wurde bereits 783 urkundlich erwähnt. Nach örtlicher Überlieferung soll der heilige Bonifatius aus Fulda die Gründung des Ortes bewirkt haben. Der 750 m hoch gelegene Ort wurde wahrscheinlich zur Gründerzeit „Perkühes“ (Berghaus) genannt. Später im 9. Jh. taucht der Name etwas verändert als „Percuhis“ auf.
Nach alten Überlieferungen kaufte der Graf Berthold von Henneberg 1302 Wald, Wiesen und Wege nebst Zinsen von dem Kapitel zu Würzburg für 150 Heller. Der Ort kam 1569 durch einen Vergleich zum Amt Kaltennordheim der Grafschaft Henneberg, später gehörte er zum Herzogtum Sachsen-Weimar-Eisenach. Zwischen 1500 und 1806 lag der Ort im Fränkischen Reichskreis.
Birx gehörte seit 1815 zum Eisenacher Oberland und war einer der entlegensten Orte im Großherzogtum Sachsen-Weimar-Eisenach. Die Kirche in Birx wurde 1870 im neuromanischen Stil aus Buntsandstein erbaut. Die „Birxmühle“ war eine stattliche Mahlmühle, etwa 800 m südwestlich der Ortslage Birx auf der thüringischen Seite der Landesgrenze. 1961 wurde der letzte Besitzer enteignet und musste den Ort verlassen, 1962 wurde das Gebäude abgerissen. Gegenüber der Mühle, auf der hessischen Seite der Grenze, erinnert ein Steinkreuz an eine dort verübte Mordtat vor vielen Jahrhunderten.
Bis zur Wende 1989 war der Ort in einem spitzen Winkel von drei Seiten von den DDR-Grenzanlagen umgeben und hatte nur nach Nordosten Zugang zur DDR.

## Politik

### Gemeinderat
Der Gemeinderat besteht aus dem Bürgermeister sowie 6 weiteren gewählten Gemeinderatsmitgliedern.
- Wählergemeinschaft Birx 6 Sitze

(Stand: Kommunalwahl vom 25. Mai 2014)

### Bürgermeister
Steffen Hohmann (WG Birx) wurde mit 79,8 % der Stimmen am 6. Juni 2010 erstmals zum ehrenamtlichen Bürgermeister gewählt und 2016 und 2022 wiedergewählt.
 Bildergalerie 

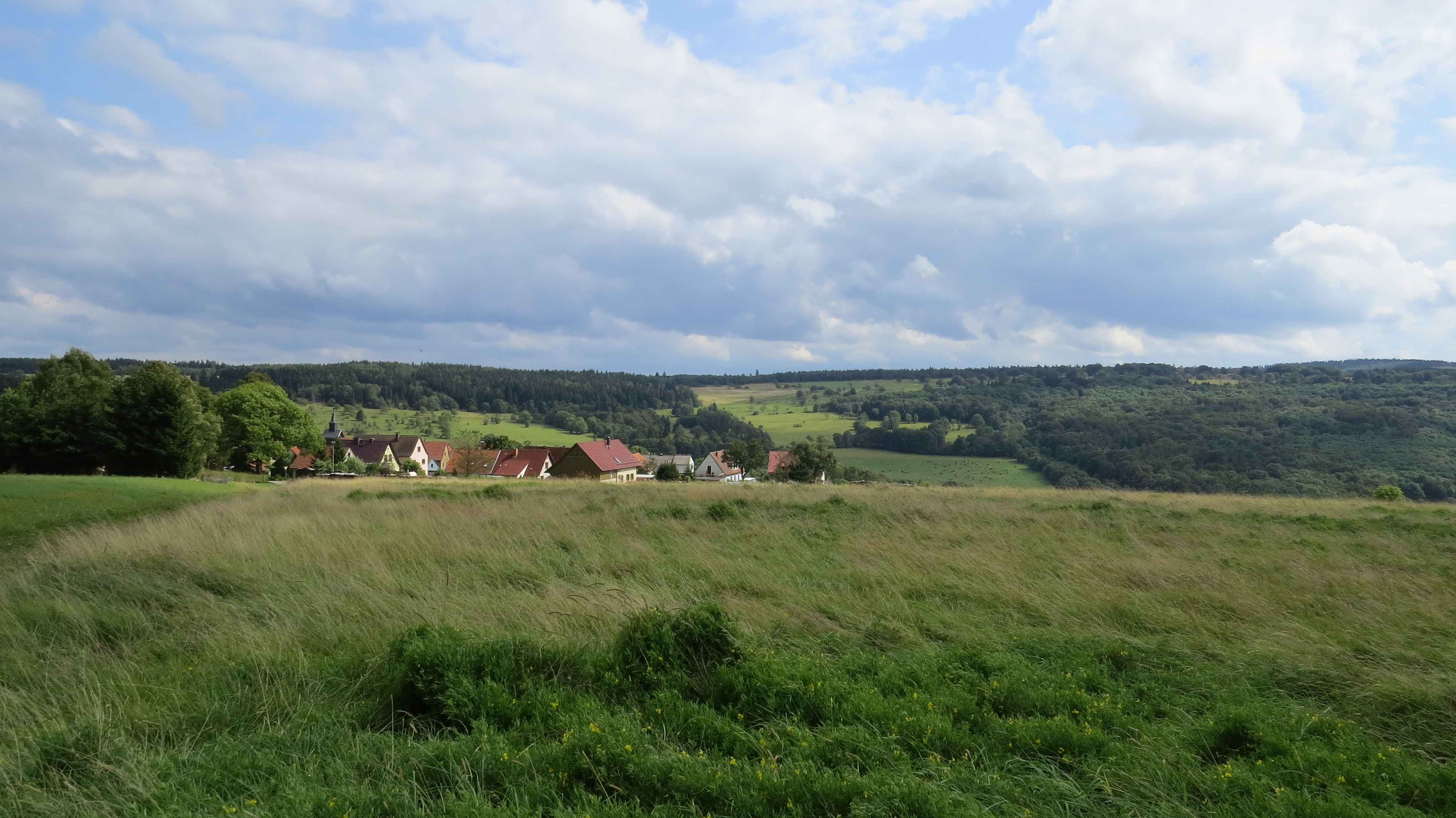
Birx von Nordwesten
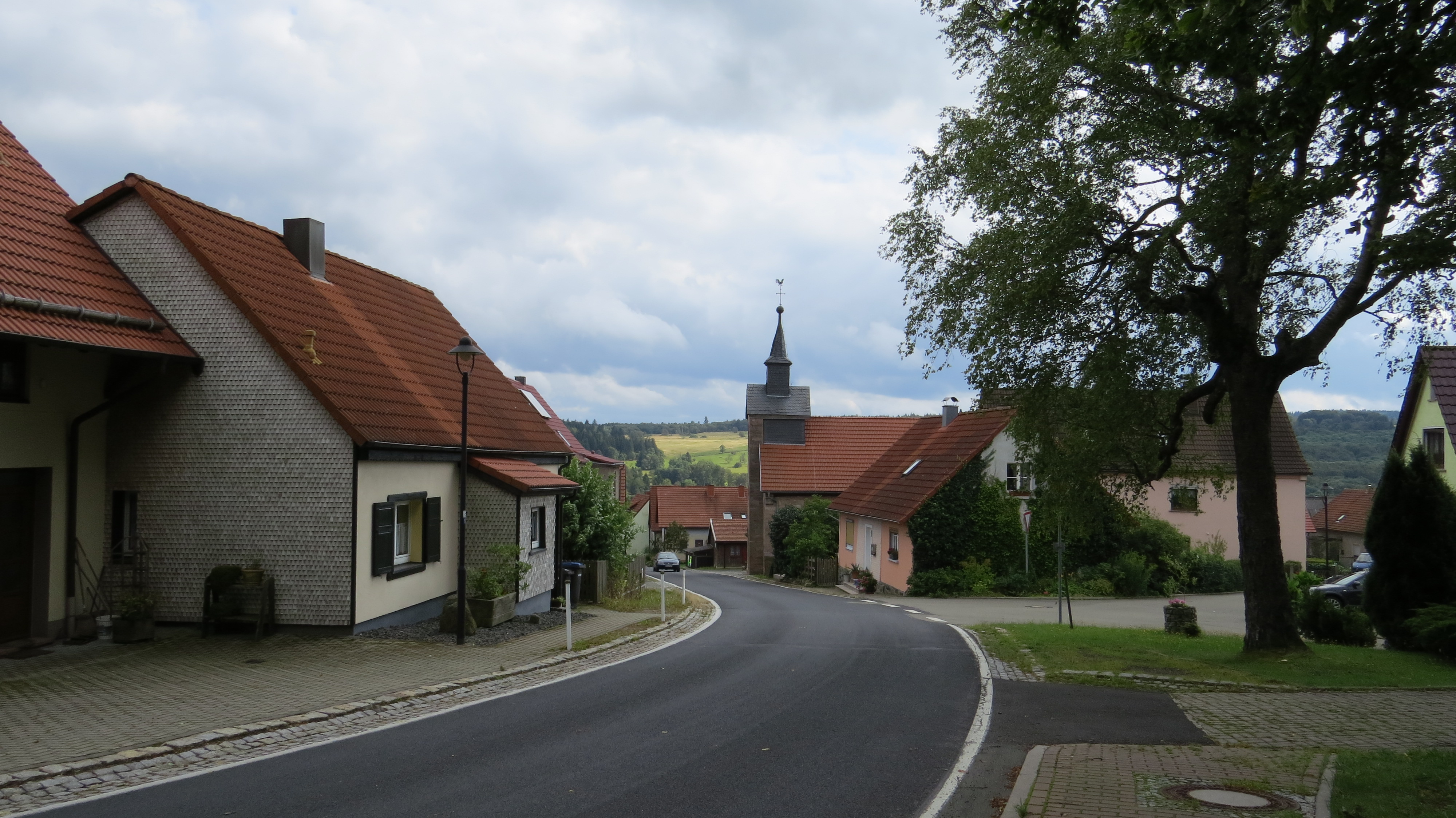
Seifertser Str. Richtung Süden
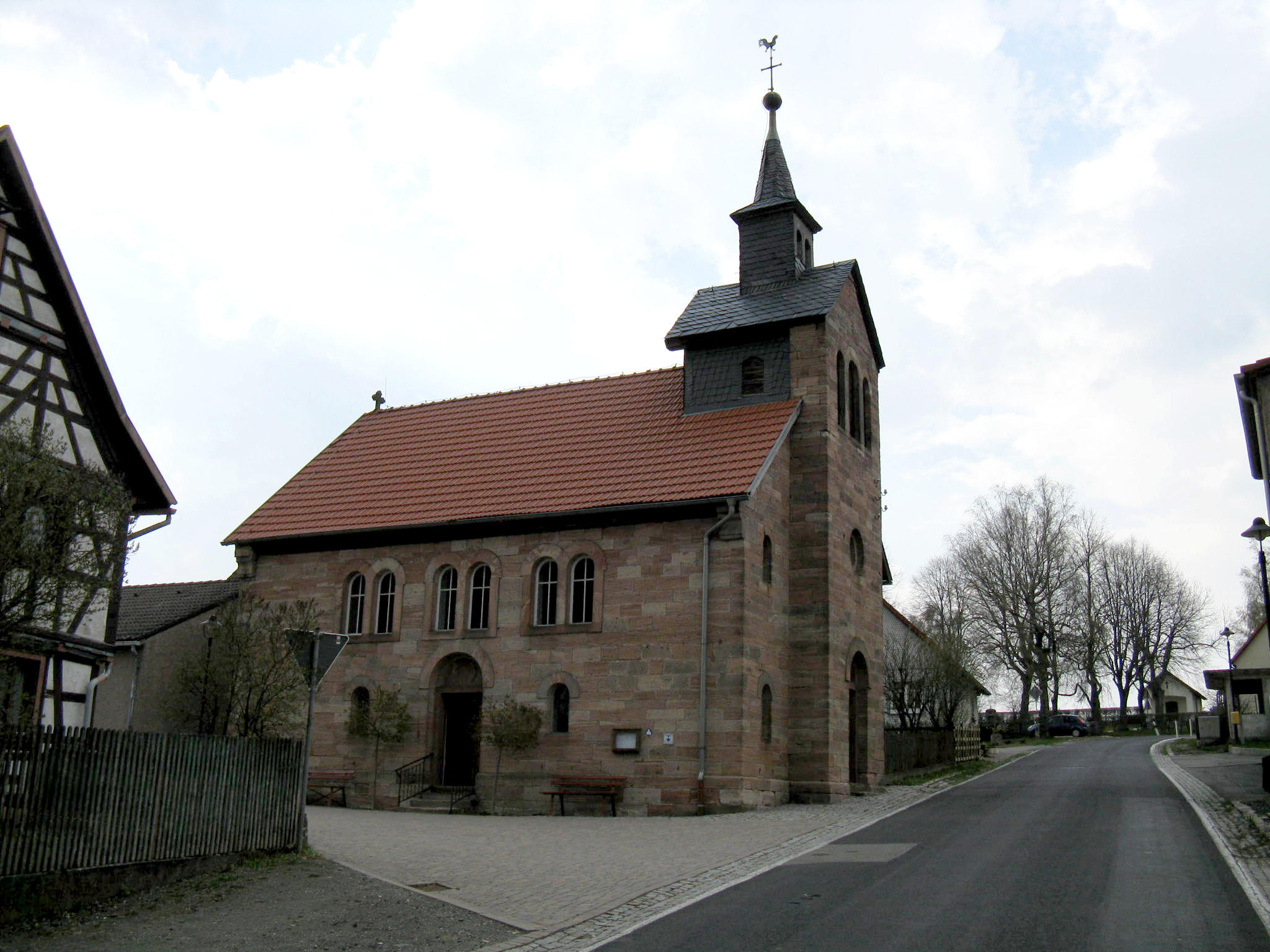
Die neoromanische Kirche des Ortes
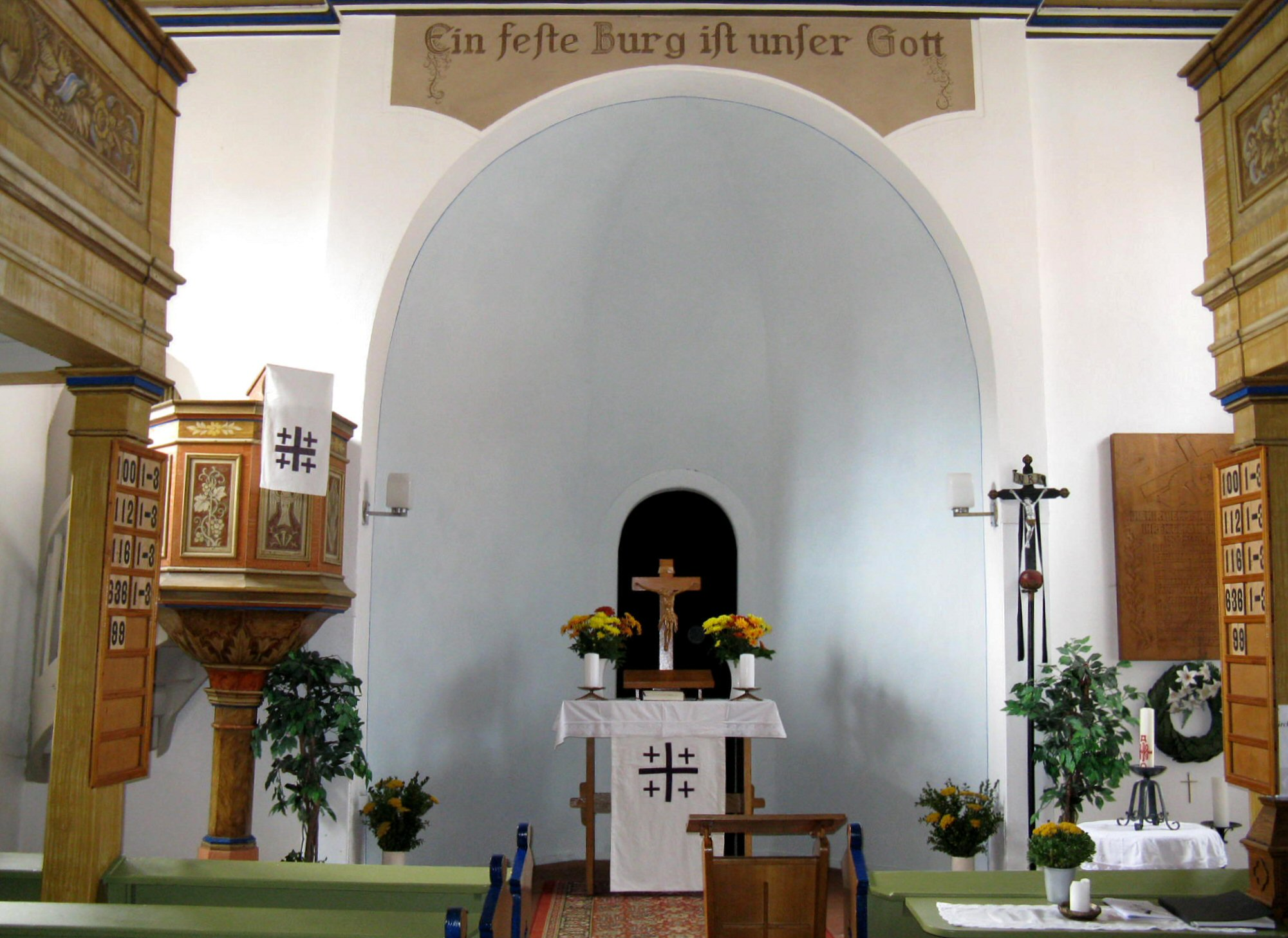
Innenansicht der Kirche, Kanzel und Altar
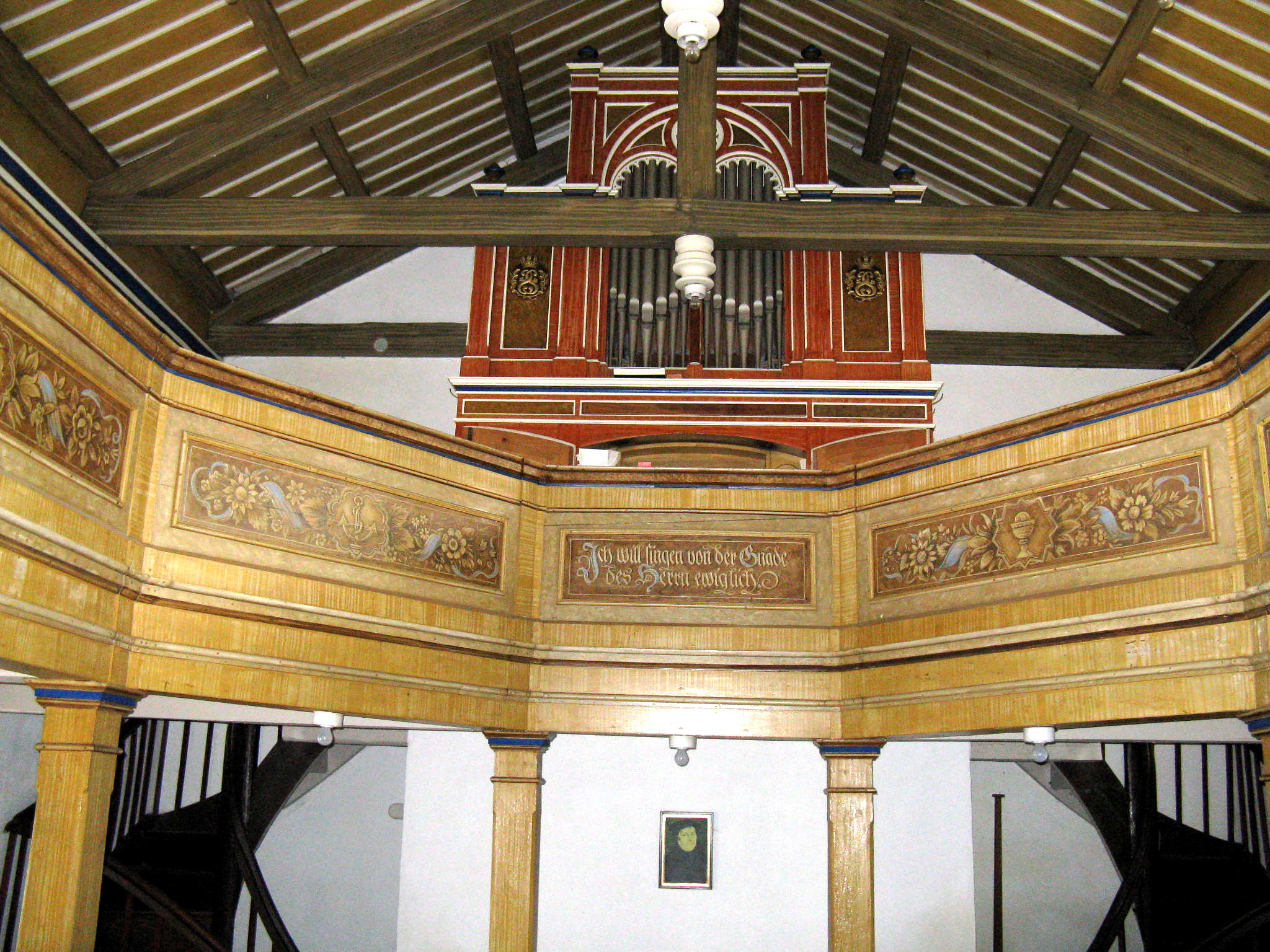
Innenansicht der Kirche, Empore mit Orgel
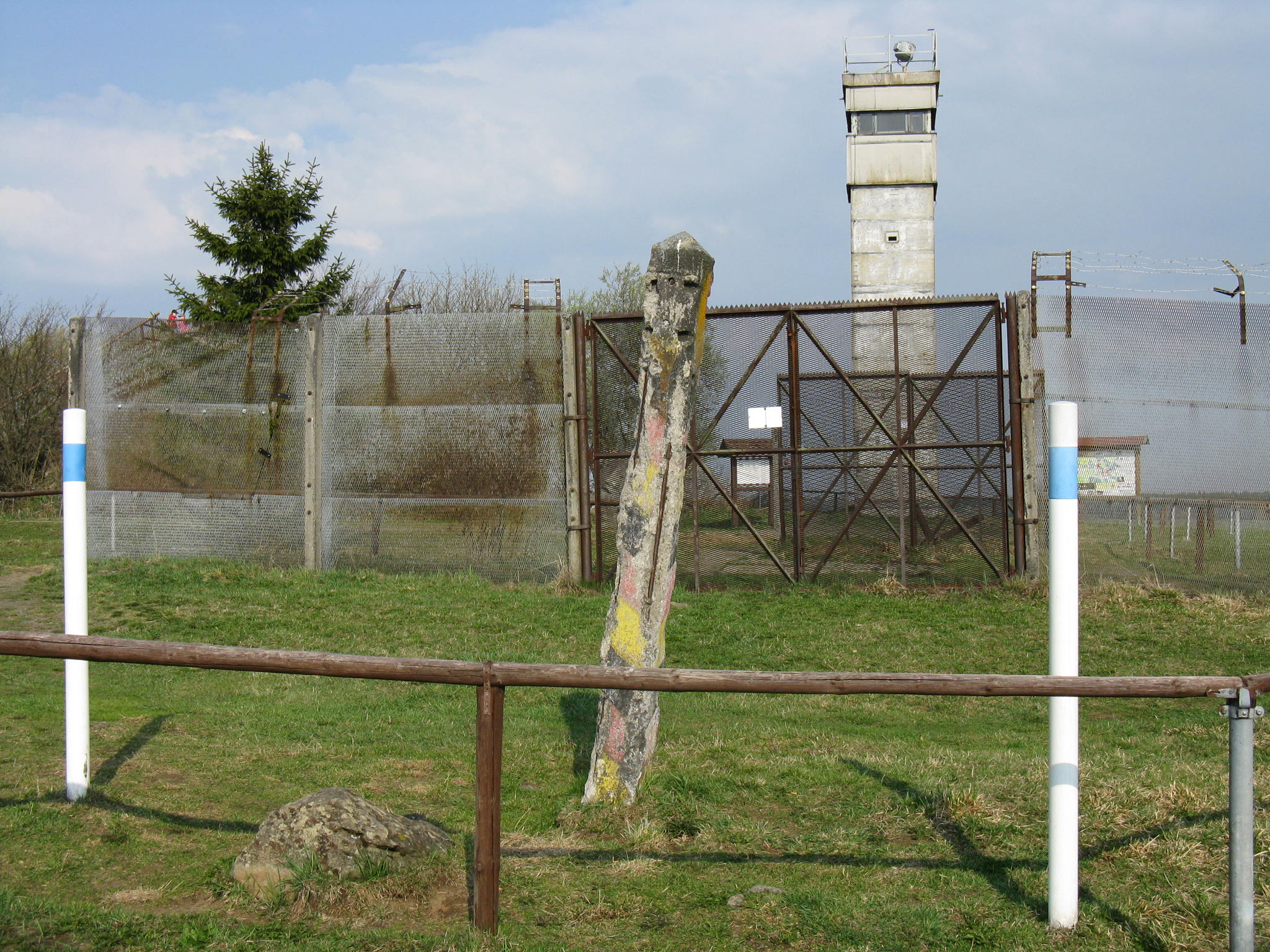
DDR-Grenzanlagen auf dem Grabenberg
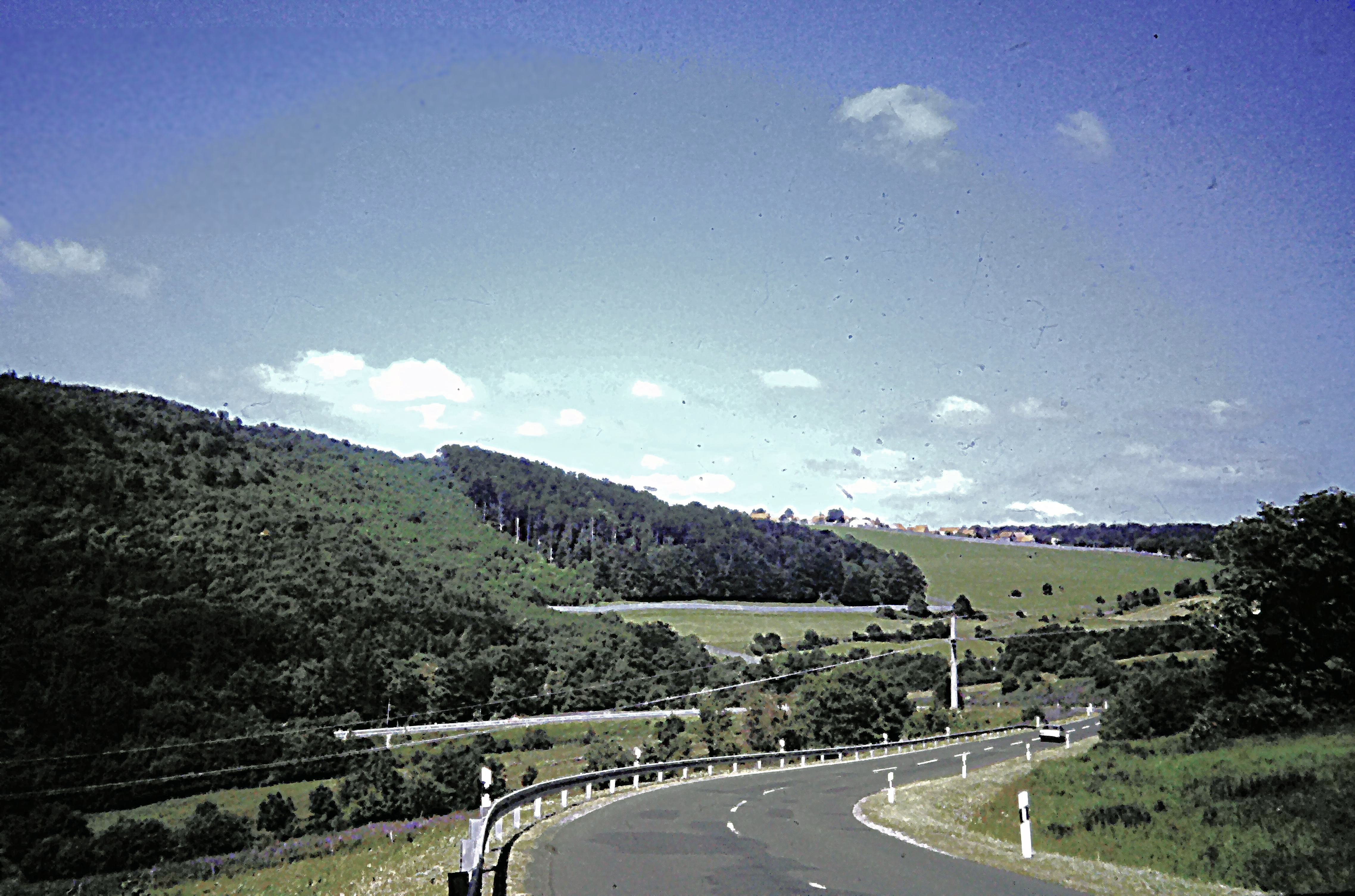
Birx von Südwesten mit den DDR-Grenzanlagen im Juli 1985

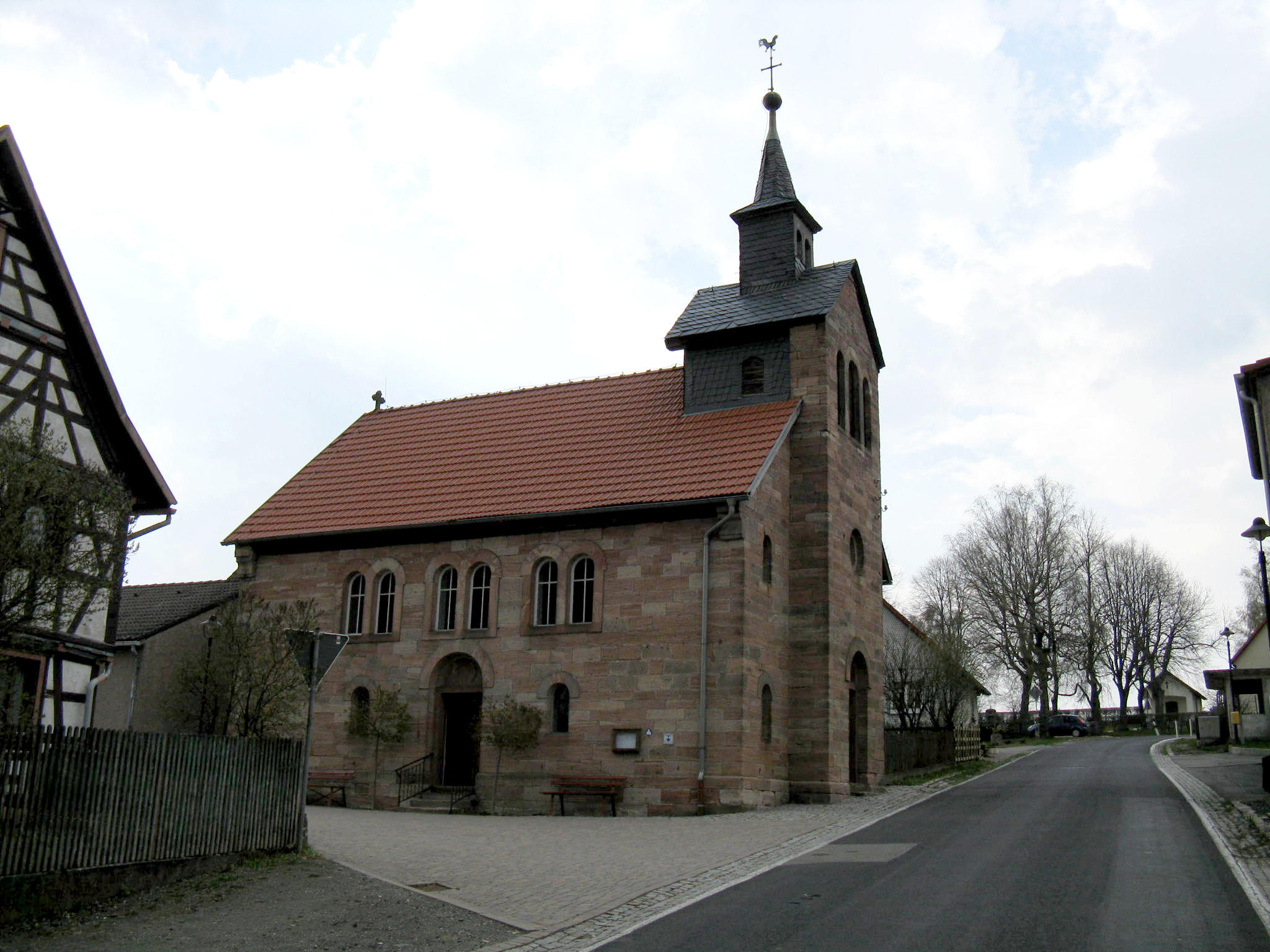
Die evangelische Martin-Luther-Kirche von 1870.

## Religion
In Birx wurde 1870 eine neuromanische ev. Martin-Luther-Kirche aus Sandsteinquadern errichtet. Das Kirchenbauwerk steht in der Seifertser Straße 13. Sie ist Filialkirche von Frankenheim.
Nach dem 17. Jahrhundert wurde eine kleine Holzkirche erbaut, die 1870 durch die heutige neuromanische Steinkirche ersetzt wurde. Die Turmspitze ist oben sechseckig mit Kopf und Kreuz.

## Kultur und Sehenswürdigkeiten

### Bauwerke
Martin-Luther-Kirche
Nach dem 17. Jahrhundert wurde eine kleine Holzkirche erbaut, die 1870 durch die heutige neuromanische Steinkirche ersetzt wurde. Die Turmspitze ist oben sechseckig mit Kopf und Kreuz.

### Denkmale
Die Reste der Grenzanlagen auf einer Anhöhe der Landesgrenze werden als Mahnmal deutscher Geschichte bezeichnet.

### Naturdenkmäler
Südöstlich des Orts befindet sich auf bayerischer Seite das Schwarze Moor, ebenso der Birxgraben.

## Wirtschaft und Infrastruktur

### Verkehr
Der Ort liegt an der L1123 (auf hessischer Seite als L3476 bezeichnet) zwischen Seiferts (circa drei Kilometer westlich) und Frankenheim/Rhön (circa zwei Kilometer nordöstlich).

### Wasser und Abwasser
Die Wasserver- und Abwasserentsorgung wird durch den Wasser- und Abwasserverband Bad Salzungen sichergestellt.